# 弗雷桑 (加来海峡省)
弗雷桑（法語：Fressin，法語發音：[fʁɛsɛ̃]）是法国上法兰西大区加来海峡省的一个市镇，位于该省西部，属于蒙特勒伊区。

## 地理
弗雷桑（50°26'48"N, 2°3'18"E）面积17.17 平方千米，位于法国上法蘭西大區加来海峡省，该省份为法国北部沿海省份，西北濒北海，南至索姆省，东临北部省。
与弗雷桑接壤的市镇（或旧市镇、城区）包括：桑莱弗雷桑、勒比耶、普朗克、鲁瓦永、旺贝库尔、瓦曼、欧希莱塞丹、阿赞库尔。

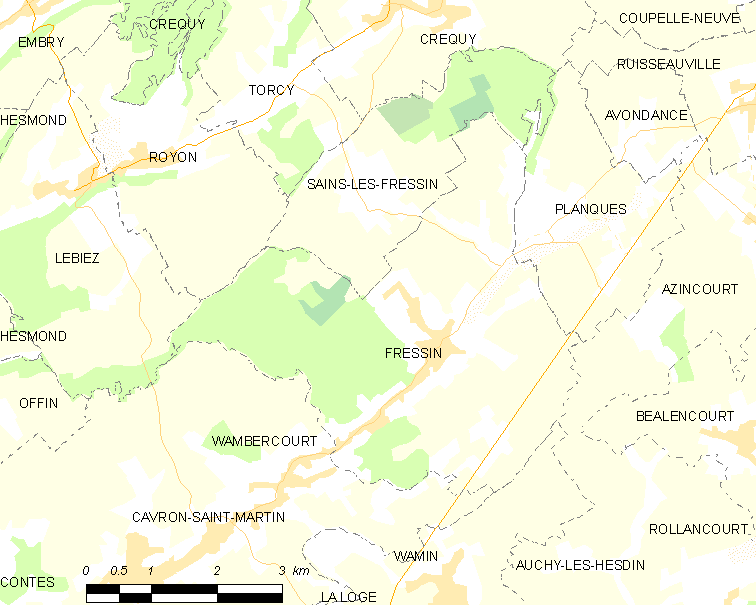
的OSM定位图

弗雷桑的时区为UTC+01:00、UTC+02:00（夏令时）。

## 行政
弗雷桑的邮政编码为62140，INSEE市镇编码为62359。

## 政治
弗雷桑所属的省级选区为弗吕日县。

## 人口

1962-2008年间人口变化图示

弗雷桑于2022年1月1日时的人口数量为580人。